# Louis Godart

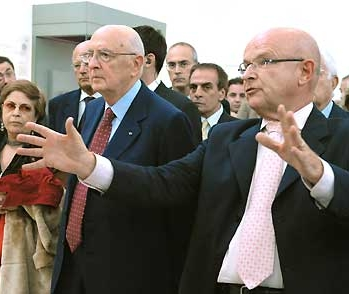
Der italienische Präsident Giorgio Napolitano in Begleitung seines Beraters Louis Godart beim Besuch des Archäologischen Museums Athen, 23. September 2008

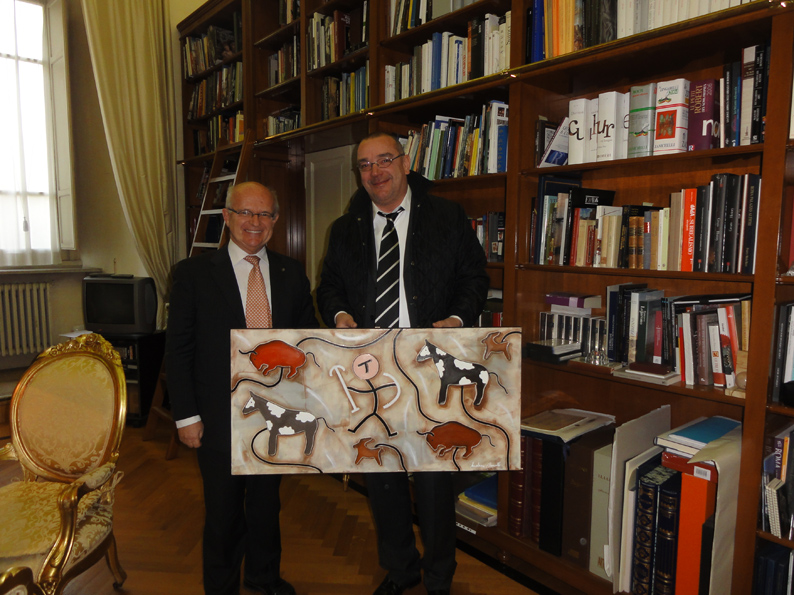
Louis Godart mit Andrea Benetti in seinem Amtszimmer im Quirinalspalast

Louis Godart (* 12. August 1945 in Bourseigne-Vieille) ist ein belgisch-italienischer Klassischer Philologe und Mykenologe.

## Leben
Louis Godart besuchte von 1957 bis 1963 das Collège de Bellevue in Dinant, Belgien, und begann im selben Jahr ein Studium der Klassischen Philologie an den Facultés Universitaires de Namur. 1965 wechselte er an die Katholische Universität Löwen und schloss das Studium 1967 ab. Von 1967 bis 1971 war er Stipendiat des Consiglio nazionale delle Ricerche in Rom. 1971 wurde er in Philosophie et Lettres an der Université libre de Bruxelles promoviert. Von 1971 bis 1973 war er Mitglied der École française d’Athènes.
1973 wurde er zum Lehrbeauftragten für mykenische Philologie an der Università degli Studi di Napoli Federico II ernannt und 1977 an der Sorbonne zum docteur ès lettres promoviert. Es folgten 1980 die Ernennung zum Außerordentlichen Professor und 1983 zum Ordentlichen Professor der mykenischen Philologie an der Universität Neapel. Godart hat damit einen der beiden Lehrstühle für mykenische Philologie weltweit inne (den anderen hatte John Tyrell Killen an der Universität Cambridge inne). 2002 gab er seine Professur auf.
Von 1983 bis 1988 war er Direktor der Academia Belgica in Rom.
Von 2002 bis 2015 war er Consigliere per la Conservazione del Patrimonio Artistico (Berater für den Erhalt des künstlerischen Erbes) des Präsidenten der italienischen Republik.
Godart hat seinen Wohnsitz in Rom und besitzt sowohl die belgische als auch die italienische Staatsangehörigkeit.
Gastprofessuren führten ihn an verschiedene italienische und ausländische Universitäten (Scuola Normale Superiore di Pisa, Universität Perugia, Universität Lecce, Universität Rom „La Sapienza“, Universität Urbino, Istituto Universitario Orientale di Napoli, Universität Paris I, Universität Paris X, Universität Nancy, Universität Aix en Provence, Universität London, Universität Cambridge (England), Universität Madison (Wisconsin USA), Université de Liège, Universität Marburg, Universität Heidelberg, Universität Nürnberg, Universität Athen, Universität Kreta).
Godart ist Mitglied der wissenschaftlichen Beiräte einer Reihe von Zeitschriften (Archeo, Archeologia Viva, Archéologie Nouvelle, Gaia, Res Publica Litterarum).

## Forschungsschwerpunkte

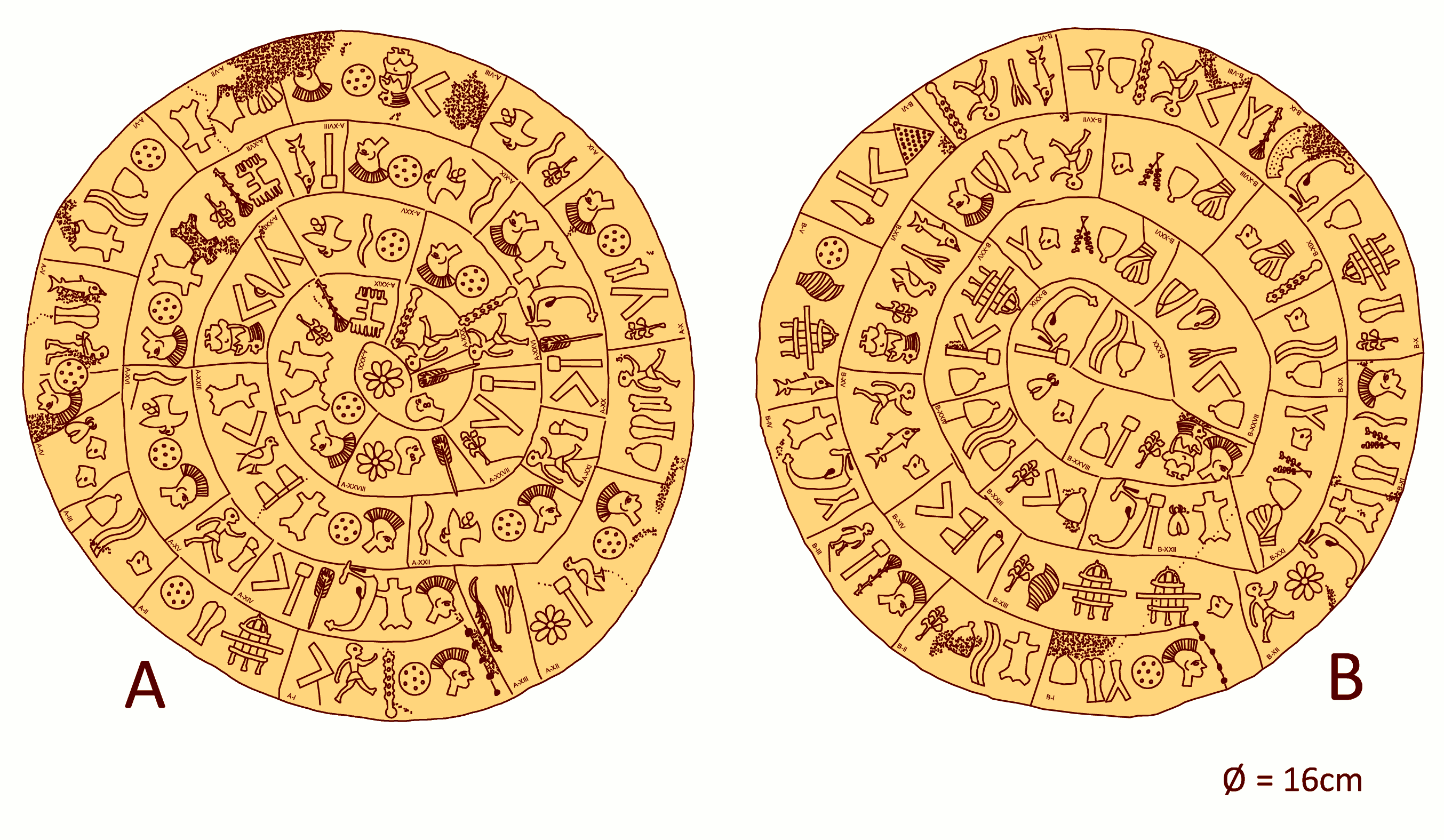
Der Diskos von Phaistos: Umzeichnung mit Feldnummerierung nach Louis Godart

Godart arbeitet an der Edition und Interpretation der Dokumente, die in der Linear A- und der Linear B-Schrift überliefert sind, sowie zu den übrigen ägäischen Schriftsystemen. Er war an der Edition einschlägiger Sammlungen der Dokumente in kretischen Hieroglyphen, in Linear A- und in Linear B-Schrift beteiligt. Zum Diskos von Phaistos hat er eine spätminoische Datierung zwischen 1550 und dem Ende des 13. Jahrhunderts v. Chr. vorgeschlagen und eine eingehende Interpretation vorgelegt.
1982 begründete er die archäologische Mission, die mit der Ausgrabung der minoischen Siedlung von Apodoulou auf Kreta betraut ist und von der Universität Neapel Fedrico II und dem griechischen Kulturministerium unter Leitung von Giannis Tzedakis, dem damaligen Generaldirektor der Altertümer in Griechenland, betrieben wird. Diese Mission ging 2004 zu Ende.
Er hat außerdem verschiedene nationale und internationale Kongresse zur Archäologie und Philologie der Frühgeschichte des Mittelmeerraums organisiert, darunter den Zweiten Internationalen Kongress für Mykenologie 1992 in Neapel.

## Ehrungen
1987 wurde er in die Accademia dei Lincei aufgenommen und 2001 Sekretär von deren philosophisch-historischen Klasse. 1998 wurde er zum Correspondant étranger der Académie des Inscriptions et Belles-Lettres, zum korrespondierenden Mitglied der Akademie von Athen und zum Mitglied der Accademia Pontaniana, 2005 zum Ehrenmitglied der Associazione Nazionale Archeologi ernannt.
- 2001 Medaglia d’oro di Benemerito della Scienza e della Cultura
- 2002 Cavaliere di Gran Croce dell’Ordine al Merito della Repubblica Italiana
- 2003 Grand-Officier des Ordre de Léopold II
- 2005 Gran Croce dell’Ordine di San Silvestro Papa
- 2006 Großkreuz mit Stern des Verdienstordens der Bundesrepublik Deutschland
- 2011 Chevalier de la Légion d’honneur
- 2013 Grand Officier de l’Ordre National du Mérite

## Schriften (Auswahl)
Sammlung der Dokumente in kretischen Hieroglyphen und in Linear A
- mit Jean-Pierre Olivier: Recueil des inscriptions en linéaire A. 5 Bände (Études Crétoises 21). P. Geuthner, Paris 1976–1985.
- mit Jean-Pierre Olivier: Corpus Hieroglyphicarum Inscriptionum Cretae (= Études Crétoises 31). De Boccard, Paris 1996, ISBN  2-86958-082-7 (Digitalisat).

Sammlung der Dokumente in Linear B
- mit Jean-Pierre Olivier, C. Seydel und Christiane Sourvinou: Index généraux du linéaire B (= Incunabula Graeca 52). Rom 1973.
- mit Anna Sacconi: Les tablettes en linéaire B de Thèbes (= Incunabula Graeca 71). Rom 1978.
- mit John Chadwick, John T. Killen, Jean-Pierre Olivier, Anna Sacconi, Jannis A. Sakellarakis (Hrsg.): Corpus of Mycenaean Inscriptions from Knossos (= Incunabula Graeca 88). 4 Bände, Cambridge University Press, Cambridge 1987–1999 (Auszüge Bd. 1 online, Auszüge Bd. 2 online, Bibliographischer Nachweis Bd. 3, Auszüge Bd. 4 online).

Monographien
- mit Iannis A. Papapostolou und Jean-Pierre Olivier: Γραμμική Α στο μινωικό αρχείο των Χανίων. Rom 1976 (Incunabula Graeca, LXII).
- Fouilles exécutées à Mallia. Le Quartier Mu. Introduction générale par Jean-Claude Poursat. L'écriture hiéroglyphique crétoise par Louis Godart et Jean-Pierre Olivier. P. Geuthner, Paris 1978 (Etudes Crétoises, 23).
- mit Enrico Acquaro, Federico Mazza, Domenico Musti: Momenti precoloniali nel Mediterraneo antico. In: Atti del Convegno Internazionale svoltosi all'Accademia Belgica e al Consiglio Nazionale delle Ricerche. Rom 1989.
- mit Adele Franceschetti: Appunti di Filologia Micenea. Liguori, Neapel 1990.
- mit Giannis Tzedakis: Témoignages archéologiques et épigraphiques en Crète occidentale du Néolithique au Minoen Récent III B. Rom 1992 (Incunabula Graeca, XCIII).
- Il disco di Festo. L'enigma di una scrittura. Einaudi, Torino 1994 (Saggi 782).
  - Englische Übersetzung: The Phaistos Disk. The Enigma of an Aegean Script. Editions Itanos, Iraklio 1995.
  - Deutsche Übersetzung: Der Diskus von Phaistos. Das Rätsel einer Schrift der Ägäis. Editions Itanos, Iraklio 1995.
  - Französische Übersetzung: Le disque de Phaistos. L'énigme d'une vieille écriture de l'Egée. Editions Itanos, Iraklio 1995.
- mit Ernesto De Miro und Anna Sacconi (Hrsg.): Atti e Memorie del Secondo Congresso Internazionale di Micenologia. 3 Bde., Rom 1996 (Incunabula Graeca, XCVIII).
- mit Anna Sacconi: Les archives du roi Nestor. Corpus des inscriptions en linéaire B de Pylos. Fabrizio Serra editore, Pisa 2020.
- Les scribes de Pylos (Biblioteca di Pasiphae, 13). Fabrizio Serra Editore, Pisa 2021. – Rezension von Vassilis Petrakis, in: Bryn Mawr Classical Review 2023.02.08

Popularisierende Veröffentlichungen
- Le pouvoir de l'écrit. Aux pays des premières écritures. Editions Errance, Paris 1990.
- L'invenzione della scrittura. Dal Nilo alla Grecia. Einaudi, Torino 1992 (Saggi 765).
- Il disco di Festos. Certezze ed enigmi di una grande scoperta. Supplement zur Zeitschrift Archeologia Viva, Oktober–November 1993, Giunti, Florenz 1993.
- mit Gianni Cervetti: L'oro di Troia. La vera storia del tesoro scoperto da Schliemann. Einaudi, Torino 1996 (Gli Struzzi).
- Le isole degli Dei. Creta e l'arcipelago greco. Mailand, Februar 1997 (Archeo – monografie, VI).
- mit Judith Lange: Grecia. Terra di Dei e di Eroi. Mailand, Februar 1998 (Archeo – monografie, VII.1)
- Popoli dell'Egeo: civiltà dei palazzi. Silvana editoriale, Cinisello Balsamo 2002.